# Волошиновський Йоахим Августович
Йоахи́м А́вгустович Волошино́вський (* 20.5.1870, с. Серби (нині Гонтівка, Чернівецький район Вінницької області — † 11.1.1945, Краків (в інших джерелах — 1939) — організатор масового кооперативного руху на Поділлі, українофіл, літературний редактор, діяч налагодження українсько-польських стосунків. В деяких джерелах наводяться роки життя 1870—1945.

## Початки
Поляк за походженням, зі збіднілої шляхетської родини гербу Баранек (Baranek) — по смерті батька успадкував у Сербах маєток, який на 1911 рік становив лише 18 десятин (близько 20 га, що по тогочасній становій класифікації відповідало рівню дрібних землевласників).
1897 року в Гайсині створене перше споживче товариство.
Завдяки його зусиллям до 1917 року діяло 2000 споживчих товариств, станом на 1913 рік в лавах руху налічувалося 22000 людей, і лише за 1913 рік спільними зусиллями було заощаджено більше 140 000 рублів.
Лютим 1906 року починає видавати у Могилеві-Подільському перший україномовний часопис Поділля — щотижневу газету «Світова Зірниця» — популярне видання для селян. Друкувалася спочатку «ярижкою» з великими, як в абетці, буквами, Борис Грінченко переконав його перейти на український правопис.
На сторінках видання для селян публікувалися самі різні за змістом матеріали — у 1909 році з'явився цикл статей про Швецію, Норвегію, Данію, Туреччину. Хоча тираж був відносно невеликим — 1909 року було передплачено 370 примірників, з них селянами 55 — незважаючи на велику передплатну ціну видання — 3 рублі, одначе тоді такі часописи зачитувалися на сільських сходах, тобто власно один примірник був на все село. Видання завжди було збитковим і фінансувалося меценатами, з грудня 1908 виходило в Пеньківці Ямпільського повіту.
Завдяки газеті різко зросла кількість споживчих товариств у Подільській губернії — в 1897—1905 їх постало 23, в 1906—1908 — 187.
На початку 1909 у Пеньківці — за його ініціативи та сприяння — виникає перше районне об'єднання споживчих товариств для спільного постачання. Однак товариства, котрі виникли і в сусідніх волостях, швидко зникли — Пеньківське, Яланецьке і Вороновицьке — поганий поштовий і залізничний зв'язок, очікування товарів могло тривати місяці.
Брав участь у першому — 1909 року, і другому — 1911 — з'їздах споживчих товариств Подільської губернії.

## Київський час
1911 року переїздить до Києва, долучається до київського кооперативного життя та продовжує випускати — вже в Києві — «Світову зірницю». Того часу співпрацював у місячнику «Сплотчина». Кінцем 1913 — через брак коштів і борги — змушений припинити видання «Світової Зірниці» і ліквідувати видавництво.
У другій половині 1913 року почав співпрацю з київським часописом «Dziennik Kijowski» («Київський щоденник»), що виходив у 1905-18 роках як виразник інтересів правих польських сил. 1914 року заснував власний журнал «Slowo Kijewskie», однак вже в серпні очолює редакцію видання «Dziennik Kijowski» — працював до 1916. Коротким часом щоденний тираж газети збільшується ледве не в два рази, газета суттєво змінює обличчя — від відвертого загострення та пропольської пропаганди — переходить до толерантного висвітлення подібних питань польського національно-визвольного руху — у поєднанні із пропагацією спільної боротьби проти Четверного військового союзу.
В травні 1917 йому вдалося відновити — у Києві — «Світову зірницю», газета виходила до жовтня. Цього часу часопис в основному інформував про політичні події, публікував документи Тимчасового уряду і Української Центральної Ради, публіцистичні статті, які пояснювали селянам політичні питання.
Сучасник Генрик Юзевський про нього писав:
| “Розмовляв він українською мовою краще ніж українець і вчив літературної мови не одного українського міністра. Це була “своя” постать, всюди шанована, традиційний і вірний приятель України”. |
Кінцем 1918 року був закритий «Dziennik Kijowski». Дмитро Донцов 21 грудня 1918: 
| «Був у мене Й. Волошиновський, просив рятувати його "Дзєннік Кійовські", закритий новою владою. Мабуть, через помилку або безголов'я, бо, закриваючи той "Дзєннік", який стояв на платформі самостійності України, нова влада лишила виходити орган "вшех поляків" у Києві, які до тої самостійності ставилися негативно. Треба б було зробити навпаки». |
Навесні 1920 Волошиновський у Кам'янці-Подільському, тодішній столиці УНР. Там відновив знайомство з подільськими українцями, цікавився їх настроями та ставленням до Варшавського договору. Після відступу польських військ, імовірно, разом з ними добрався до західної Волині.

## Друга Річ Посполита
Мешкав у Луцьку, був активним громадським і політичним діячем; директор Союзу кооперативів «Гурт» у Луцькому повіті — увійшли не тільки польські, а й українські кооперативи — після відокремлення їх від центру галицьких кооперативних установ — Ревізійного союзу українських кооперативів у Львові.
1927 року займає посаду керівника видання, «Przegladu Wołyńskiego» (Волинський огляд), з 1928 — депутат Польського сейму від Безпартійного блоку співпраці, Ковельський округ. В сеймі став головою «Волинського парламентського кола». У березні 1928 звільняється з посади редактора задля парламентської діяльності.
Разом із письменником Модестом Левицьким розробив та видрукував навчальний посібник «Krotki kurs jezyka ukrainskiego w 10-ciu lekcjach» («Скорочений курс української мови в 10-ти лекціях разом з маленьким словником відомих виразів» — Луцьк, 1928).
Автор праці «Волинське воєводство у світлі чисел та фактів» — 1929, Луцьк.
У вересні 1929 складає повноваження депутата сейму, за рекомендацією Юзевського прийнятий начальником відділу самоврядування управи Волинського воєводства. Першим кроком на посаді були заходи щодо кредитування селянства, в грудні скликається з'їзд делегатів волинських гмінних ощадно-позичкових кас. Йому вдалося злучити розділені кредитні установи воєводства — це дозволило створити «Волинський союз комунальних кооперативних організацій кредитових та господарських», який з грудня 1929 розпочав свою діяльність.
Кінцем 1932 звільняється з державної посади та цілком поринає в кооперативну діяльність. В березні 1933 у Луцьку на загальних зборах створюється галузевий крайовий центр споживчої кооперації «Гурт».
Протягом 1933—1934 років Волошиновський із Володимиром Мачушенком та А. Герасименком відвідують усі повітові міста воєводства та багато гмінних містечок, де проводять кооперативні віче, вислідком є започаткування 18 «районівок» із 61 відділенням.
20 жовтня 1934 у Луцьку учасники з'їзду представників 15 «районівок» підписують установчий договір та затверджують статут союзу. 6 грудня міністр скарбу затвердив статут «Гурту», надаючи йому права «ревізійного союзу».
У 1935-38 роках — сенатор. 1935 року добивається для союзу в міністерстві фінансів коштів для ліквідації заборгованості кооперативів в обтяжливих товарних кредитах.
До кінця 1936 року «Гурт» створив 27 районних кооперативів з 120 крамницями.
Смерть маршала Пілсудського у травні 1935 перериває «польський прометеїзм». Юзевський — волинський воєвода — більше не має змоги відверто підтримувати культурно-просвітницькі і політичні українські організації.
Новий воєвода, генерал Александр Гауке-Новак, в 1938 посилює тиск на українські організації, почалася активна полонізація економічного й культурного життя воєводства; замість українського народу постало «руське населення». Під тиском влади у кінці 1938 року Волошиновський змушено проводить переговори — про злиття «Гурту» з польським кооперативним союзом «Звйонзек», у січні 1939 покидає Волинь.

## Вшанування
У Вінницькому кооперативному інституті існує Музей історії споживчої кооперації Вінниччини. В одному з розділів експозиції представлено інформацію про життя і діяльність Йоахима Волошиновського.
У селі Гонтівка Чернівецького району встановлена пропам'ятна меморіальна дошка, в приміщенні Гонтівської середньої школи діє музей Волошиновського.